# كتشب السفلي (دابوي الجنوبي)
کتشب السفلی (بالفارسية: کچپسفلی) هي قرية تقع في إيران في قسم دابوي الجنوبی الريفي. يقدر عدد سكانها بـ 869 نسمة .